# Barfota Rop
Barfota Rop är en film producerad av Maria Viklund som hade premiär den 7 januari 2023 på SF Anytime.
Filmen baseras på verkliga händelser omkring år 1840 i Sverige då en väckelse benämnd Roparrörelsen drog fram under några år. Tiden kännetecknades av fattigdom, alkoholmissbruk och stor utvandring i ett land där adeln och prästerna styrde. Enligt konventikelplakatet fick inga religiösa samlingar hållas utanför statskyrkan, vilket kunde bestraffas med böter, fängelse eller landsförvisning.
Roparrörelsen kännetecknades av att den berörde många barn och unga som började predika ett kraftfullt omvändelsebudskap. Barnen kallades "ropare" då man inte ville använda ordet "predika" vilket var det som prästerna i kyrkan gjorde. Makthavare försökte stoppa barnen, men väckelsen skakade om bygder och skapade förändring och hopp i misären.
Filmen spelades in under sommaren 2018 och våren 2019, och hade premiär i januari 2023. Många av skådespelarna i filmen är barn.